# 4x4 EVO 2
4x4 EVO 2, även känd som 4x4 Evolution 2, är ett racing datorspel som utvecklats av Terminal Reality för PlayStation 2, Xbox, GameCube och Microsoft Windows. Det är uppföljaren till 4x4 Evolution och har fler lastbilar och fler racingbanor än det ursprungliga spelet. 